# Кисла Ангеліна Анатоліївна
Ангелі́на Анато́ліївна Радіві́лова (Ки́сла) — українська гімнастка. Чемпіонка Європи в командній першості. Учасниця Олімпійських ігор 2016. Майстер спорту міжнародного класу.

## Виступи на Олімпіадах
| Олімпіада | Дисципліна         | Місце |
| Ріо 2016  | Абсолютна першість | 47    |
| Ріо 2016  | вільні вправи      | 56    |
| Ріо 2016  | бруса              | 68    |
| Ріо 2016  | колода             | 69    |

## Спортивні досягнення
2011 року на Універсіаді в Китаї здобула бронзову нагороду — вправи на різновисоких брусах.
2015 року брала участь в Європейських іграх-2015, дисципліни — командна першість, багатоборство, опорний стрибок, вільні вправи, різновисокі бруса, колода.
У листопаді 2015-го у парі з Олегом Верняєвим перемогли на командному турнірі «Кубок Швейцарії», Халленштадіон, Цюрих.
Тріумфально завершився етап кубку світу в Осієку, Хорватія, де Ангеліна здобула перемогу на колоді та дві срібні нагороди в опорному стрибку та вільних вправах.
У вересні 2019 на етапі кубку світу в Угорщині здобула бронзову нагороду в опорному стрибку.
На чемпіонаті світу 2019 в Штутгарті, Німеччина, разом з Діаною Варінською, Яною Федоровою та Валерією Осіповою в командних змаганнях посіли п'ятнадцяте місце, що не дозволило здобути командну олімпійську ліцензію в Токіо. До фіналів в окремих видах та багатоборстві не кваліфікувалась.
На останньому в 2019 році етапі кубку світу в Котбусі (Німеччина), на якому розігруються очки олімпійської кваліфікації на окремих снарядах, посіла з результатом 13,699 бала восьме місце в опорному стрибку та восьме місце з 12,100 бала у вільних вправах.

#### 2020
У лютому на етапі кубка світу в Мельбурні, Австралія, у фіналі з опорного стрибка з 13,983 бала посіла четверте місце.
У березні на етапі кубка світу в Баку через коронавірус після кваліфікації турнір призупинено, а згідно з рішенням Міжнародної федерації гімнастики в квітні остаточні результати встановлено за підсумками кваліфікації. Таким чином, посіла восьме місце на різновисоких брусах та четверте місце у вільних вправах.
На чемпіонаті Європи, що проходив під час пандемії коронавірусу в Мерсіні, Туреччина, разом з Анастасією Бачинською, Діаною Варінською, Анастасією Мотак та Єлизаветою Губаревою вперше в історії України виграли команду першість. У фіналі вільних вправ посіла шосте місце.

#### 2021
У січні оголосила про завершення спортивної кар'єри. Планує працювати хореографкою збірної України.

## Результати на турнірах
| Рік  | Змагання                            | КБ | ІБ | Опорний стрибок | Різновисокі бруси | Колода | Вільні вправи |
| ---- | ----------------------------------- | -- | -- | --------------- | ----------------- | ------ | ------------- |
| 2020 | Чемпіонат України, м. Кропивницький |    | 4  | 1               |                   | 2      | 1             |
| 2020 | Кубок виклику в Сомбатгеї           |    |    | 3               |                   |        | 1             |
| 2020 | Чемпіонат Європи                    | 1  |    |                 |                   |        | 6             |

## Особисте життя
В 2016 році одружилася з Ігорем Радівіловим. 
31 березня 2024 року народила сина Мирона.